# Basketball-Europameisterschaft 2005/Division B
Im Rahmen der Qualifikation zur Basketball-Europameisterschaft 2005 wurde ein neues Qualifikationssystem eingeführt. Die Teams wurden dafür in eine Division A und eine Division B eingeteilt. In die Division A wurden die stärkeren Teams eingeteilt, die um die Qualifikation zur EM spielten. Die schwächeren Teams in der Division B spielten zwei Teams aus, die in die Division A aufstiegen und damit in der Division A um Plätze bei Basketball-Europameisterschaft 2007 spielen konnten.

## Qualifikationsrunde (Qualifying Round)
In der Qualifikationsrunde wurden 15 Teams in drei Gruppen zu vier Teams und einer Gruppe zu drei Teams ausgelost. Die Erstplatzierten der vier Gruppen qualifizieren sich für die Aufstiegsspiele.

### Gruppe A
| Platz | Team     | Spiele | Siege | Niederl. | Punkte  | Körbe | Diff |
| ----- | -------- | ------ | ----- | -------- | ------- | ----- | ---- |
| 1     | Dänemark | 4      | 3     | 1        | 299:273 | +26   | 7    |
| 2     | Island   | 4      | 2     | 2        | 290:303 | −13   | 6    |
| 3     | Rumänien | 4      | 1     | 3        | 287:300 | −13   | 5    |

### Gruppe B
| Platz | Team     | Spiele | Siege | Niederl. | Punkte  | Körbe | Diff |
| ----- | -------- | ------ | ----- | -------- | ------- | ----- | ---- |
| 1     | Irland   | 6      | 4     | 2        | 473:382 | +091  | 10   |
| 2     | Slowakei | 6      | 4     | 2        | 478:363 | +115  | 10   |
| 3     | Schweiz  | 6      | 4     | 2        | 439:363 | +076  | 10   |
| 4     | Malta    | 6      | 0     | 6        | 286:568 | −282  | 6    |

### Gruppe C
| Platz | Team       | Spiele | Siege | Niederl. | Punkte  | Körbe | Diff |
| ----- | ---------- | ------ | ----- | -------- | ------- | ----- | ---- |
| 1     | Österreich | 6      | 5     | 1        | 480:431 | +049  | 11   |
| 2     | Belarus    | 6      | 4     | 2        | 500:449 | +051  | 10   |
| 3     | Zypern     | 6      | 3     | 3        | 462:443 | +019  | 9    |
| 4     | Albanien   | 6      | 0     | 6        | 420:539 | −119  | 6    |

### Gruppe D
| Platz | Team           | Spiele | Siege | Niederl. | Punkte  | Körbe | Diff |
| ----- | -------------- | ------ | ----- | -------- | ------- | ----- | ---- |
| 1     | Nordmazedonien | 6      | 5     | 1        | 510:433 | +077  | 11   |
| 2     | Georgien       | 6      | 4     | 2        | 488:432 | +056  | 10   |
| 3     | Finnland       | 6      | 3     | 3        | 492:460 | +032  | 9    |
| 4     | Luxemburg      | 6      | 0     | 6        | 387:552 | −165  | 6    |

## Aufstiegsspiele (Qualification Games)
In den Aufstiegsspielen spielten die vier Gruppensieger zwei Aufsteiger in die Division A aus. Dazu wurden je zwei Teams gegeneinander gelost, die in jeweils zwei Spielen einen Aufsteiger ermittelten.
| Team 1         | Team 2     | 1. Spiel | 2. Spiel | Gesamt- ergebnis |
| -------------- | ---------- | -------- | -------- | ---------------- |
| Dänemark       | Irland     | 066:80   | 86:70    | 152:150          |
| Nordmazedonien | Österreich | 101:75   | 99:62    | 200:137          |